# Adelolophus
Adelolophus („neznámý hřeben“) byl rod hadrosauridního dinosaura, který žil v době před zhruba 78 miliony let (geologický stupeň kampán, období pozdní křídy) na území státu Utah v USA. Typový druh Adelolophus hutchisoni byl popsán týmem paleontologů v roce 2014.

## Historie
Fosilie tohoto hadrosaurida byly objeveny roku 1999 Dr. Johnen Howardem Hutchisonem (po kterém získal dinosaurus své druhové jméno) v sedimentech souvrství Wahweap na území chráněné oblasti Grand Staircase-Escalante National Monument. Jedná se o jedinou kost horní čelisti (maxilu) s dochovanou denticí, její katalogové označení je UCMP 152028 (depozitář Muzea paleontologie při Kalifornské univerzitě v Berkeley). Poprvé bylo o tomto exempláři refereováno v roce 2013, formální popis následoval o rok později. Autoři popisu interpretují tento taxon jako nejstaršího potvrzeného zástupce podčeledi Lambeosaurinae na území Severní Ameriky.